# نووه میستو ناد متویی
نووه میستو ناد متویی (به چکی: Nové Město nad Metují) یک منطقهٔ مسکونی در جمهوری چک است که در ناحیه ناخود واقع شده‌است. نووه میستو ناد متویی ۹٬۷۸۴ نفر جمعیت دارد.